# Helt lyriskt
Helt lyriskt är ett svenskt underhållningsprogram som hade premiär 26 december 2018 på SVT. Programledare är Fredrik Lindström. I vardera av de sex avsnitten som ingick i säsongen skulle två kända artister tolka och tonsätta varsin känd dikt. Avsnitten i säsong två följde samma recept. Säsong två inleddes 13 januari 2021

## Artister och poeter
Säsong 1
Avsnitt 1: Molly Sandén och Tommy Körberg tolkar Edith Södergran och Sten Selander.
Avsnitt 2: Little Jinder och Mattias Alkberg tolkar Bodil Malmsten och Erik Johan Stagnelius.
Avsnitt 3: Uno Svenningsson och Nicke Andersson tolkar Erik Lindorm och Nils Ferlin.
Avsnitt 4: Leslie Tay och Lisa Nilsson tolkar Gunnar Mascoll Silfverstolpe och Kristina Lugn.
Avsnitt 5: Ola Salo och  Annika Norlin tolkar Hjalmar Gullberg och Karin Boye.
Avsnitt 6: Daniela Sörensen och Lill Lindfors tolkar Ebba Lindqvist och Petter Bergman.
Säsong 2
Avsnitt 1: Benjamin Ingrosso och Imenella tolkar Barbro Lindgren och Emily Dickinson.
Avsnitt 2: Gustaf Norén, Viktor Norén och Albin Lee Meldau tolkar Gustaf Fröding och Pär Lagerkvist.
Avsnitt 3: Petra Marklund och Christian Kjellvander tolkar Yolanda Bohm och Gunnar Ekelöf.
Avsnitt 4: Annika Ljungberg och Amanda Ginsburg tolkar Harriet Löwenhjelm och Stig Dagerman.
Avsnitt 5: Julia Frej och  Sabina Ddumba tolkar Carl Michael Bellman och Maria Wine.